# Sveriges Radio P3
Sveriges Radio P3 – ogólnokrajowy program Szwedzkiego Radia, nadawany na terytorium Szwecji i Wysp Alandzkich. Nadawanie programu rozpoczęto w r. 1964. Jego słuchalność w r. 2009 wynosiła 11.4 proc.
Sloganem stacji jest Den unga kanalen – program dla młodych. Program emitowany jest całodobowo, w nocy wspólnie z programem P4. Zasadniczą część emisji stanowi muzyka popularna i nowa. Stacja posiada kilka mutacji, dostępnych jedynie w internecie, a skupionych na poszczególnych rodzajach muzyki: hip-hop (P3 Street), pop (P3 Star, nadająca również w systemie DAB), rock (P3 Rockster) oraz muzyka szwedzka (P3 Svea). Stacja nadaje również w standardzie DAB.